# タケダアワー
タケダアワー（Takeda Hour） は、日曜19時から30分間の当初は武田薬品（タケダ）の一社提供で、末期は武田薬品を筆頭スポンサーとした複数社提供で、1958年10月から1974年3月31日までTBS系列で放送されていたTBS制作の番組シリーズ枠である。
第1作『月光仮面』第2部から日曜18:00 - 18:30と「週一・30分」番組になり、そして『月光仮面』第3部第9話から、俗にタケダアワーと呼ばれる日曜19:00 - 19:30に落ち着いた。
リアルタイム放送時の呼称はあくまで｢日曜夜7時の武田枠」であり、タケダアワーの呼び名は後年定着したものである。

## 解説
オープニングキャッチでタケダの大阪工場（大阪市淀川区十三本町）の空撮映像と、東京混声合唱団による「♪タケダ、タケダ、タケダ…」の合唱フレーズが放送されたことで知られる。
なお、カラー放送開始（『ウルトラマン』から）を機にバージョンの変更があった。
『アイアンキング』など複数社提供に移行した後の番組では、オープニングキャッチが省略され、通常の提供読みとなっていた。
放映枠終了の際に関係者に配られたライターには「PM 7:00 SUN 828TH 1958-1974 TBS-TAKEDA-SENKOSHA」と刻まれていた。日曜夜7時828回、TBSと武田薬品と宣弘社が組んだと言う意味である。
1974年1月に放送された『隠密剣士 突っ走れ!』が当シリーズ枠最後の作品になり同年3月31日をもって、およそ16年の歴史に幕を降ろした。

## 作品リスト
| タイトル                          | 放映期間                       | 話数 | 製作会社               | 出演者                                                                                   | 備考 |
| --------------------------------- | ------------------------------ | ---- | ---------------------- | ---------------------------------------------------------------------------------------- | --- |
| サザエさん （高杉妙子主演実写版） | 1955年10月3日 - 1957年9月28日  |      |                        | 高杉妙子、昔々亭桃太郎、水の也清美、小野田勇                                             | 当時のKRテレビと宣弘社が組んだ初の武田薬品一社提供ドラマ、タケダアワーの前身                                            |
| ぽんぽこ物語                      | 1957年11月11日 - 1958年2月22日 | 75   | 東京テレビ映画株式会社 | 小鳩くるみ、栗原真一、岡延子                                                             | 日本初のテレビ映画シリーズ                                                                                              |
| 月光仮面                          | 1958年2月24日 - 1959年7月5日   | 130  | 宣弘社プロダクション   | 大瀬康一、谷幹一、久里千春                                                               | 先述の通りに枠変更しタケダアワー1作目に 日本初の長編テレビ映画、テレビ特撮ヒーロー番組                                  |
| 豹（ジャガー）の眼                | 1959年7月12日 - 1960年3月27日  | 38   | 宣弘社プロダクション   | 大瀬康一、近藤圭子、天津敏                                                               | |
| 泣き笑いさくらんぼ劇団            | 1960年4月3日 - 7月31日         |      | 宣弘社プロダクション   | 笠置シズ子、若水ヤエ子、伊豆肇                                                           | |
| 夕やけ天使                        | 1960年8月7日 - 1962年9月30日   |      | 宣弘社プロダクション   | 楠トシエ、松島トモ子、馬場勤、津島恵子、益田喜頓                                         | 1961年1月1日は20:00までの1時間SP『夕やけ天使がおりてきた!』 1961年8月6日より『夕やけ天使 2コ2コ人生』 本作からTBSに改名 |
| 隠密剣士                          | 1962年10月7日 - 1965年3月28日  | 128  | 宣弘社プロダクション   | 大瀬康一、牧冬吉、大森俊介、宇佐美淳也、天津敏                                           | |
| 新・隠密剣士                      | 1965年4月4日 - 12月26日        | 39   | 宣弘社プロダクション   | 林真一郎、牧冬吉、白鳥みずえ、高塔正康                                                   | |
| ウルトラQ                         | 1966年1月2日 - 7月3日          | 27   | 円谷プロ               | 佐原健二、西條康彦、桜井浩子、江川宇礼雄、田島義文                                       | 最終回は前夜祭「ウルトラマン誕生」に差し替え 実際に製作されたのは全28話だが、第28話は諸事情により再放送枠で初公開       |
| ウルトラマン                      | 1966年7月17日 - 1967年4月9日   | 39   | 円谷プロ               | 小林昭二、黒部進、石井伊吉、二瓶正也、桜井浩子                                           | この作品よりカラー放送                                                                                                  |
| キャプテンウルトラ                | 1967年4月16日 - 9月24日        | 24   | 東映                   | 中田博久、小林稔侍、佐川二郎、伊沢一郎、城野ゆき                                         | |
| ウルトラセブン                    | 1967年10月1日 - 1968年9月8日   | 49   | 円谷プロ               | 中山昭二、森次浩司、菱見百合子、石井伊吉、阿知波信介、古谷敏                             | |
| 怪奇大作戦                        | 1968年9月15日 - 1969年3月9日   | 26   | 円谷プロ               | 勝呂誉、岸田森、松山省二、小林昭二、小橋玲子、原保美                                     | |
| 妖術武芸帳                        | 1969年3月16日 - 6月8日         | 13   | 東映                   | 佐々木功、藤岡重慶、楓ミツヨ、堀川亮、原健策、月形龍之介                                 | |
| 柔道一直線                        | 1969年6月15日 - 1971年4月4日   | 92   | 東映                   | 桜木健一、吉沢京子、高松英郎、牧冬吉、名古屋章、近藤正臣                                 | 6月15日放送は前夜祭「行くぞ!柔道一直線」                                                                                |
| ガッツジュン                      | 1971年4月11日 - 11月21日       | 33   | 宣弘社                 | 藤間文彦、丘みつ子、桜井マリ、瑳川哲朗、小夜福子、秋元羊介                               | |
| シルバー仮面                      | 1971年11月28日 - 1972年5月21日 | 26   | 宣弘社                 | 柴俊夫、亀石征一郎、篠田三郎、夏純子、松尾ジーナ、玉川伊佐男                             | 第11話より『シルバー仮面ジャイアント』                                                                                  |
| 決めろ!フィニッシュ               | 1972年5月28日 - 10月1日        | 18   | 東宝                   | 志摩みずえ、三ツ木清隆、中山仁、白川由美、坂上二郎、新井春美                             | |
| アイアンキング                    | 1972年10月8日 - 1973年4月8日   | 26   | 宣弘社                 | 石橋正次、浜田光夫、森川千恵子、伊豆肇、右京千晶                                         | |
| へんしん!ポンポコ玉               | 1973年4月15日 - 7月29日        | 15   | 国際放映               | 安東結子、小林文彦、堺左千夫、姫ゆり子、砂塚秀夫、小林千登勢                             | |
| GO!GO!アイドル                    | 1973年8月5日 - 9月30日         | 9    |                        | （なべおさみとゲストのアイドルが取材フィルムを見ながらトークを進める芸能バラエティ番組） | （なべおさみとゲストのアイドルが取材フィルムを見ながらトークを進める芸能バラエティ番組）                                |
| 隠密剣士                          | 1973年10月7日 - 12月30日       | 12   | 宣弘社                 | 荻島真一、牧冬吉、山瀬洋、天津敏、水島道太郎、吉沢京子                                   | |
| 隠密剣士 突っ走れ!                | 1974年1月6日 - 3月31日         | 14   | 宣弘社                 | 荻島真一、牧冬吉、山瀬洋、有馬昌彦、水沢アキ、天津敏                                     | |

## 「タケダアワー」廃止後の武田薬品単独提供番組
- 末期になると、タケダを筆頭とした複数社提供となっていたが、1974年4月7日から『進め!フィンガー5』→『学校そば屋テレビ局』のバラエティ番組に切り替わった。ここで完全に武田薬品が降板して複数の企業が提供するようになり、前述の通りTBS系列での「タケダアワー」の枠は廃止される。
- 8年後の1982年4月からABC製作・テレビ朝日系列向けに、やはり毎週日曜19時枠で武田薬品一社提供テレビ番組『三角ゲーム・ピタゴラス』が登場し、タケダの歌=オープニングキャッチが、TBSのタケダアワー当時からは歌や画像をリニューアルしたバージョン[注 4]になって復活する。

1983年3月からは大阪ローカル番組として3年弱にわたり親しまれた『世界一周双六ゲーム』が全国ネット番組として同枠で放送されたが、途中から複数企業提供番組になり（オープニングキャッチは無くなる）、末期は武田薬品が降板。なお、タケダアワー当時、大阪地区のTBS系列はABCだった。
- 1992年に入り、それまでロート製薬一社提供（末期は複数企業提供）でMBS制作・TBS系列の『アップダウンクイズ [注 5]』→『クイズ!!ひらめきパスワード』が放送されていた日曜19時枠に、TBS制作の武田薬品と武田グループ一社提供テレビ番組『さんまのからくりTV』がスタートして武田薬品提供枠が復活（但し、オープニングキャッチはなし）。1996年春の改編で1時間枠『さんまのSUPERからくりTV』に拡大して継続（2014年9月番組終了）したが、製薬メーカーの紳士協定があるため武田薬品の単独提供は番組前半のみで、後半は複数企業の提供で放送され、このような態勢が2007年春まで続いた[注 6]。

2007年3月25日、武田食品（現在：ハウスウェルネスフーズ及び三菱商事ライフサイエンス）が武田グループを離れたことなどにより、後半のスポンサーである花王・伊藤園と同じ2枠・60秒の提供枠に減少したことに伴い、『SUPERからくりTV』は武田薬品・花王・伊藤園の3社を中心とした複数社提供に移行。隔週で番組の前半・後半のいずれかに武田薬品のCMが放送されていたが、2008年3月30日にスポンサーを降板、提供枠を木曜21時のドラマ枠に移行した（2008年4月 - 2009年3月まで）。のちに、スポンサー枠を30秒に縮小し、『関口宏の東京フレンドパークII』、『ぴったんこカン・カン』に分割し移行した。『東京フレンドパーク』は2010年3月に、『ぴったんこカン・カン』は2011年9月に降板している。
- 2009年10月に『情報7days ニュースキャスター』において、同局での1分提供を復活するも、2013年4月に30秒に縮小、削られた30秒は『今、この顔がスゴい!』→『櫻井・有吉THE夜会』に移行した。
- 武田薬品の日本国内向けコンシューマーヘルスケア事業の分社化により、2017年以降『THE夜会』などの番組スポンサーは武田薬品から武田コンシューマーヘルスケア（提供クレジットは従前の「タケダ」名義）→アリナミン製薬に引き継がれた。一方で2022年4月からMBS制作『情熱大陸』に、武田薬品としては久々にテレビ番組のスポンサーを務めている。

## オープニング
タケダ オープニング・テーマ
作詞・作曲：小倉靖/歌：東京混声合唱団
- 『ウルトラQ』や、『ウルトラマン』放送開始前に放送された『ウルトラマン前夜祭 ウルトラマン誕生』がビデオ・DVD化された際には、この曲やオープニング映像（白黒版）が収録されている（『ウルトラQ』のDVDには, Vol.7〈最終巻〉の映像特典として収録されている）。さらに, 2008年公開の映画『大決戦!超ウルトラ8兄弟』では、劇中のテレビ画面にこの曲およびオープニング映像（カラー版）のあと、そのまま『ウルトラマン』第1回オープニングの冒頭部分まで、本放映時とほぼ同じ流れで映し出された（本来は、番組タイトルが表示される短いオープニングと、テーマ曲が流れてスタッフ・キャストが表示されるオープニングとの間に、一旦CMが入っていた）。
- 放映当時、『天才バカボン』『もーれつア太郎』『レッツラゴン』など赤塚不二夫の複数の作品の中で、この曲（替え歌）がギャグとして多用されていた。特に『ア太郎』の長編「まっ黒しっぽを東京でなおせ!」（原題「最後の休日」）では、ブタ松製薬の社屋の登場シーンに「タケダアワー」のオープニングキャッチのパロディが使われていた。
- 1990年代、鷲尾いさ子と京野ことみが風邪薬『ベンザエース』のCM内にて、このオープニングテーマの替え歌を歌ったことがある。また、2000年代には室井滋がアクテージAN錠のCM内で「タケダ、タケダ、タケダ〜の！」と当オープニングテーマを歌った。

## ネット局
※ 最末期時点。
- ラジオ東京テレビ→TBS
- 北海道放送
- 青森放送→青森テレビ
- 岩手放送（現在：IBC岩手放送）
- 東北放送
- 福島テレビ
- テレビ山梨
- 新潟放送
- 信越放送
- 静岡放送
- 北陸放送
- 中部日本放送（現在：CBC）
- 朝日放送（現在：ABCテレビ）[注 8]
- 山陰放送
- 山陽放送（現在：RSK山陽放送）
- ラジオ中国テレビ→中国放送
- 山口放送→テレビ山口
- テレビ高知
- ラジオ九州テレビ→RKB毎日放送
- 長崎放送
- ラジオ熊本テレビ→熊本放送
- 大分放送
- 宮崎放送
- ラジオ南日本テレビ→南日本放送
- 琉球放送